# Písek
Pour les articles homonymes, voir Písek (homonymie).
Pour la ville du Dakota du Nord, voir Pisek.
Písek (en allemand : Pisek) est une ville de la région de Bohême-du-Sud, en République tchèque, et le chef-lieu du district de Písek. Sa population s'élevait à 30 986 habitants en 2024.
La ville est célèbre pour son pont de pierre sur l'Otava, le plus ancien de Bohême et le deuxième plus ancien d'Europe centrale.

## Géographie
Písek est arrosée par l'Otava, un affluent de la Vltava, et se trouve à 19 km à l'est-nord-est de Strakonice, à 44 km au nord-ouest de České Budějovice et à 89 km au sud-sud-ouest de Prague.
La commune est limitée par Čížová, Vrcovice, Záhoří et Dolní Novosedly au nord, par Kluky et Paseky à l'est, par Tálín, Protivín, Heřmaň et Putim au sud, et par Kestřany et Dobev à l'ouest.

## Galerie

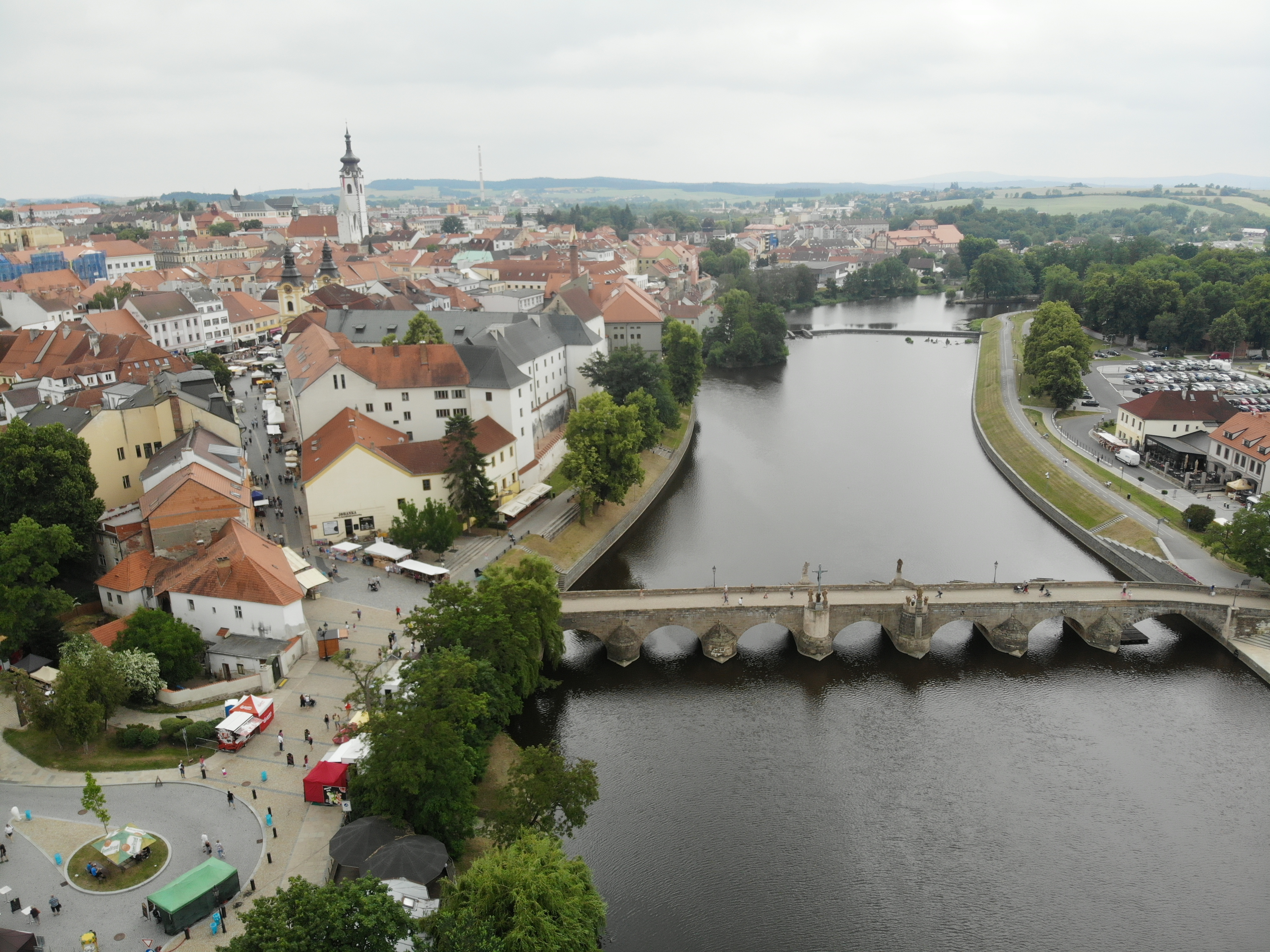
Pont sur l'Otava.
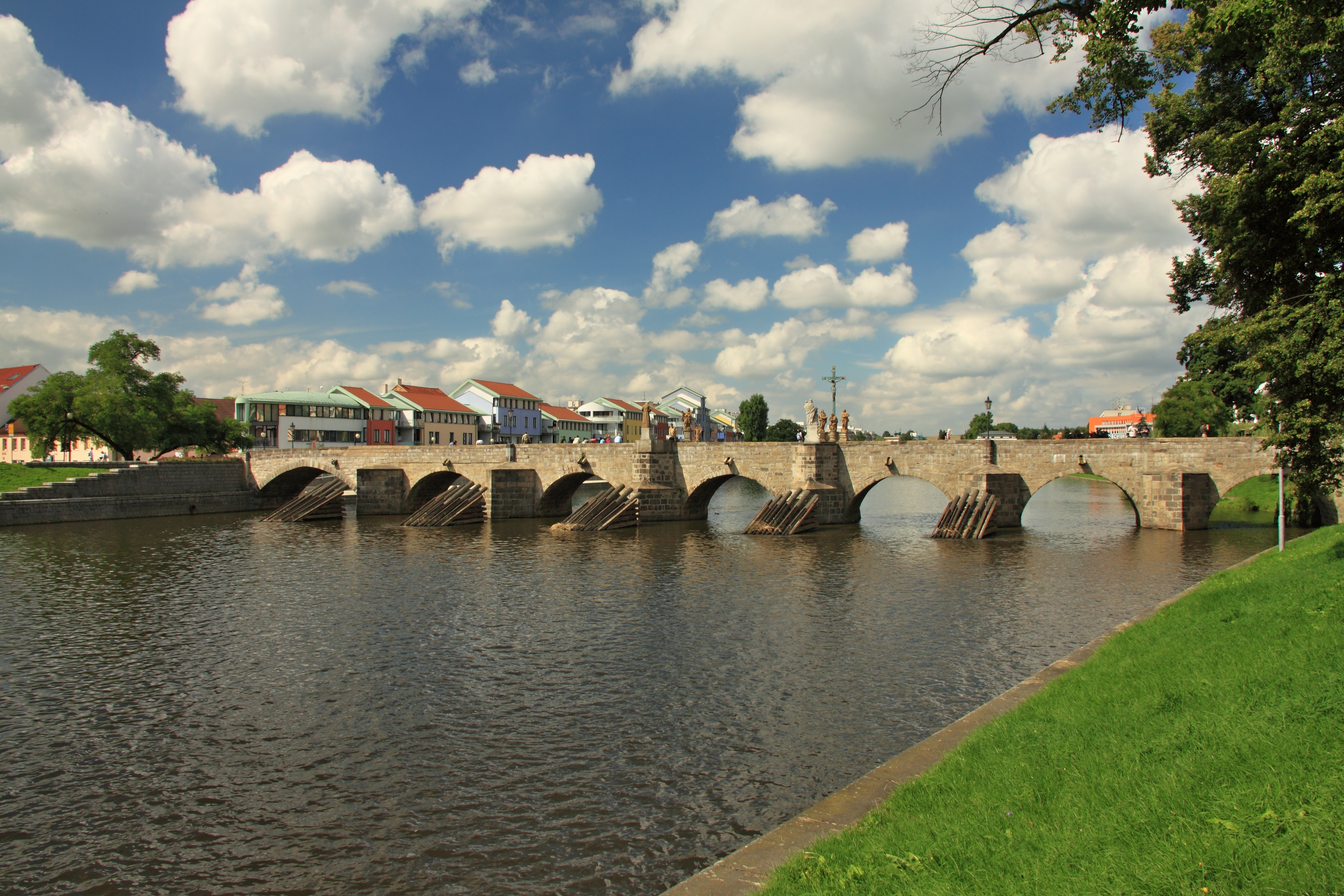
Vieux pont de pierre.

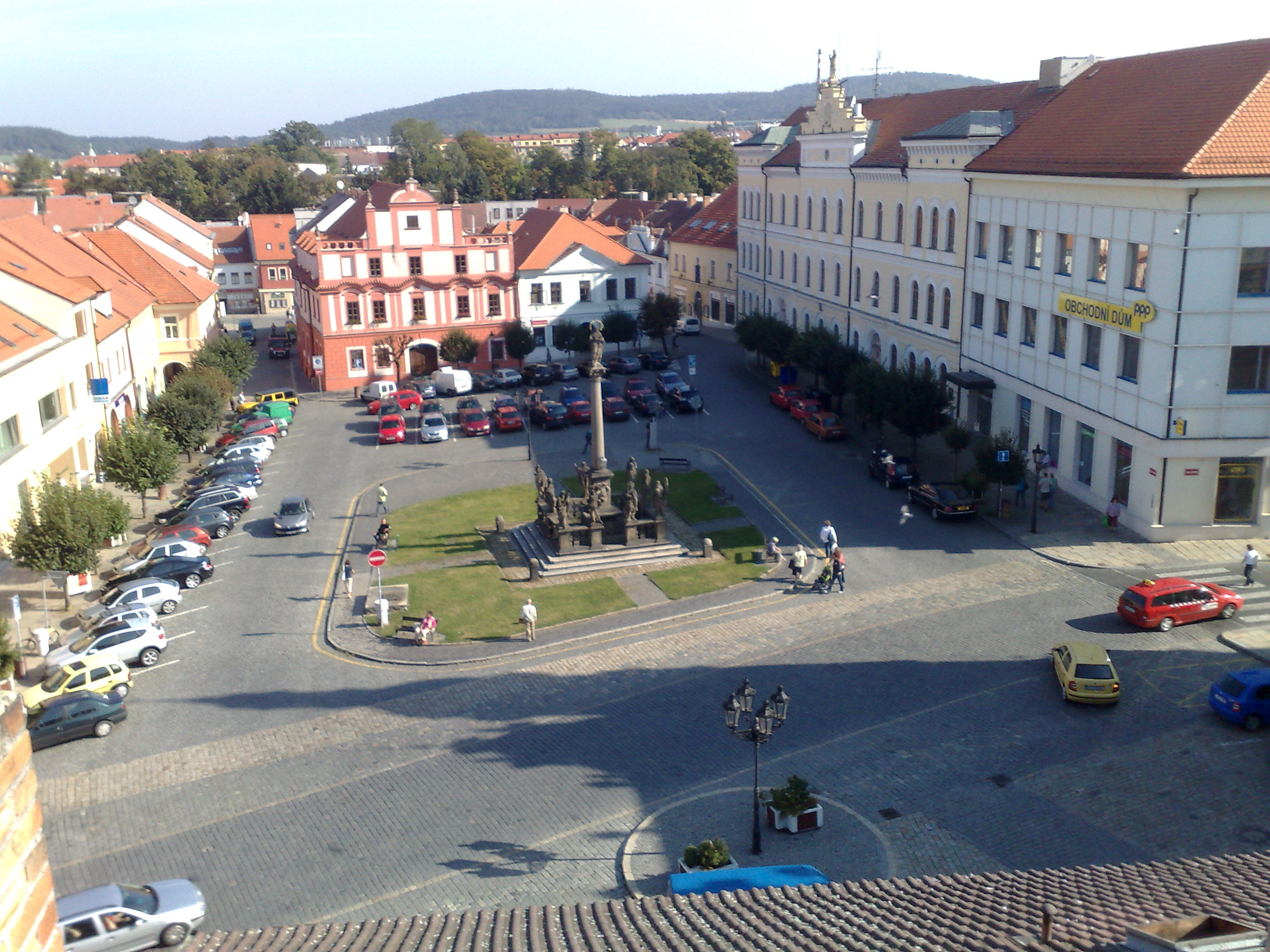
Place centrale.
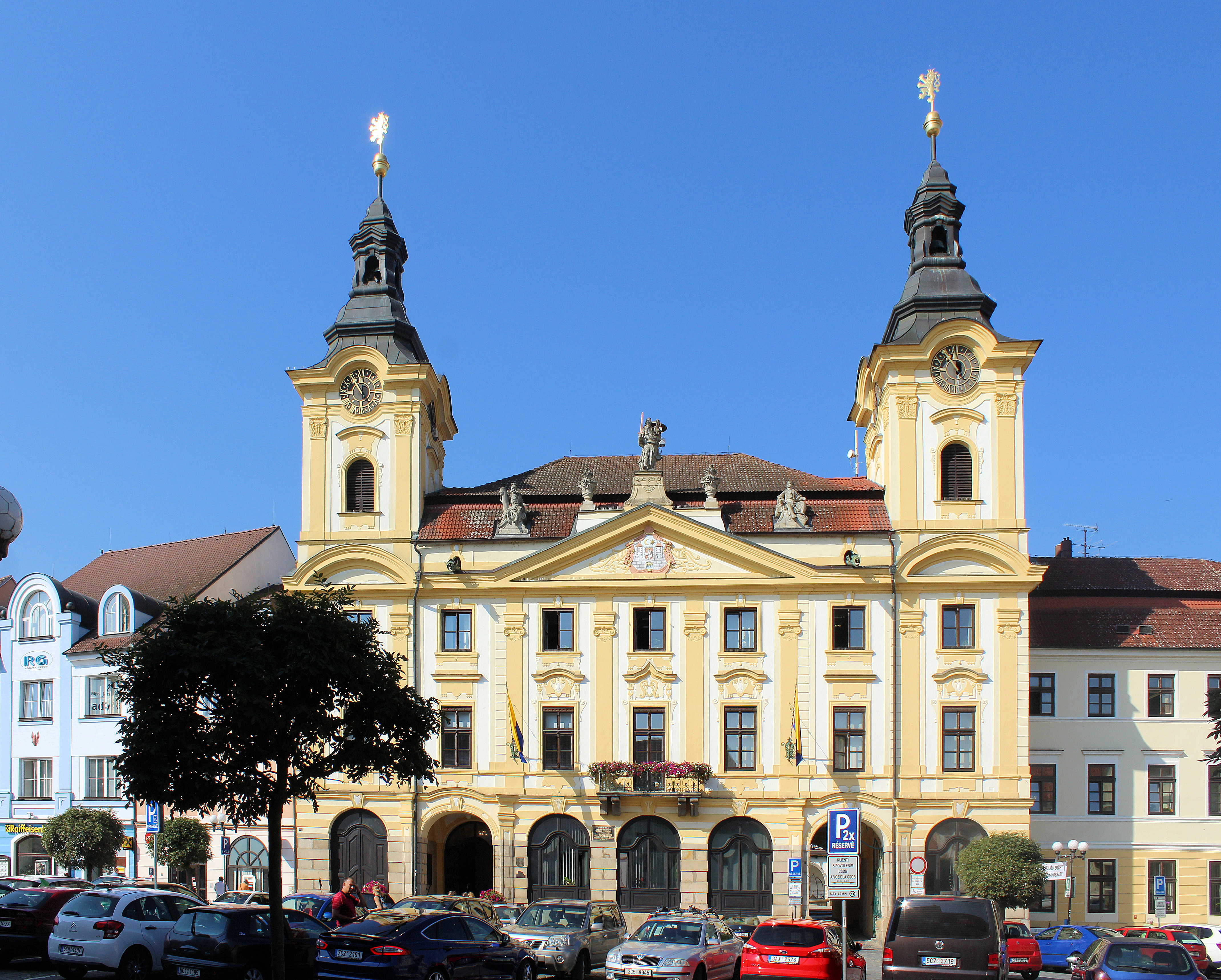
Písek : hôtel de ville.

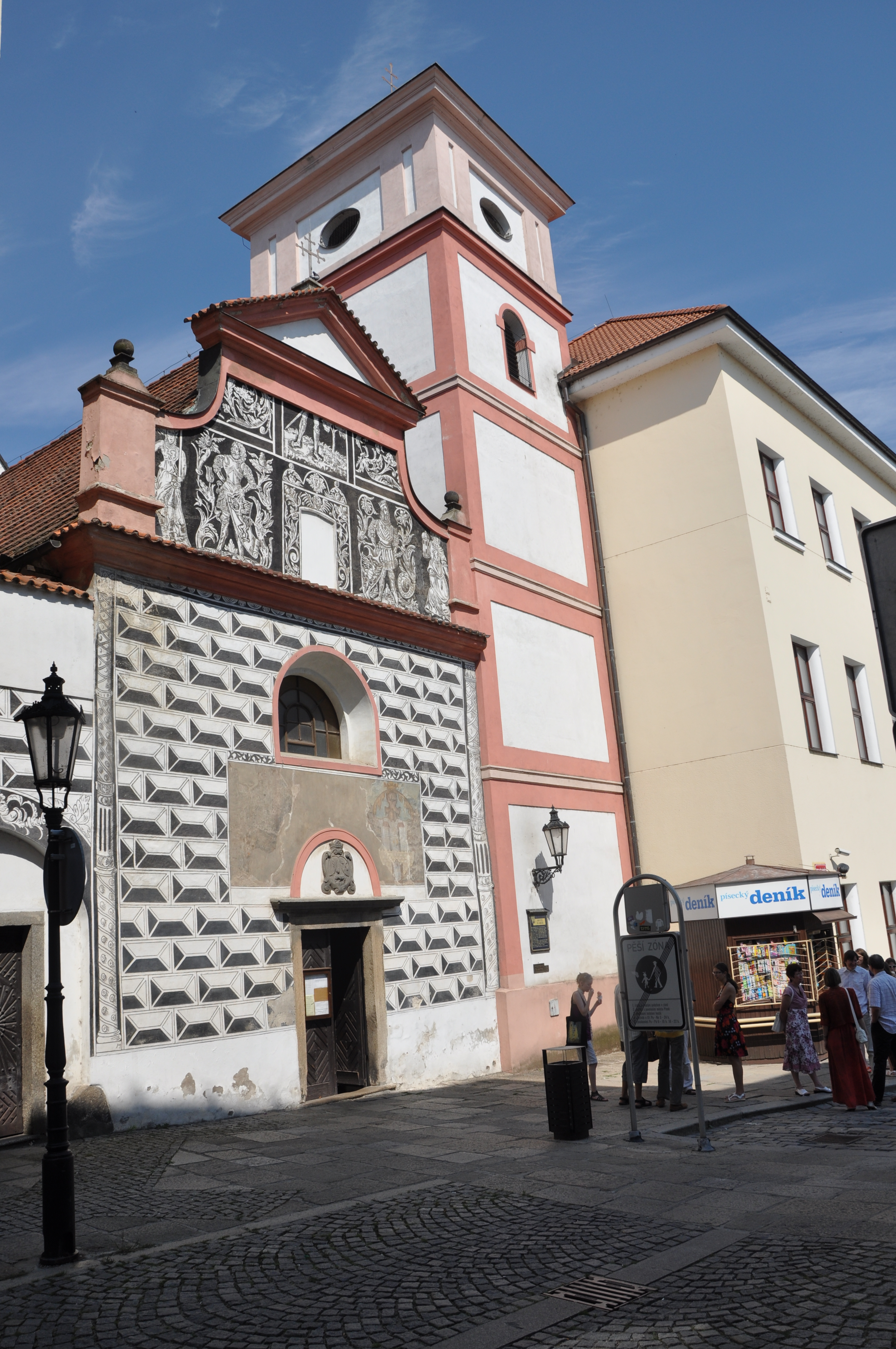
.Église de l'Exaltation de la Sainte-Croix.
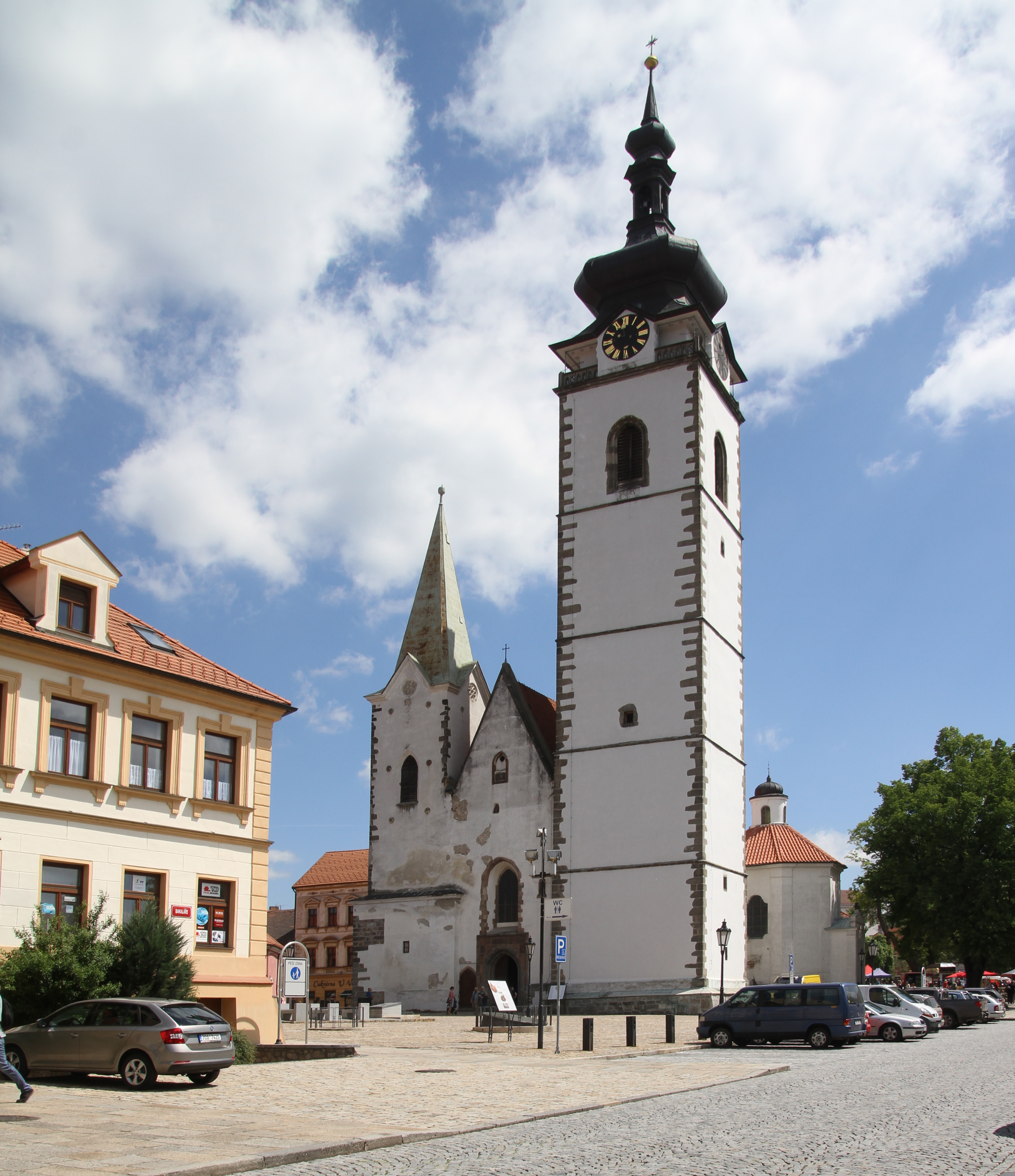
Église de l'Exaltation de la Vierge Marie.
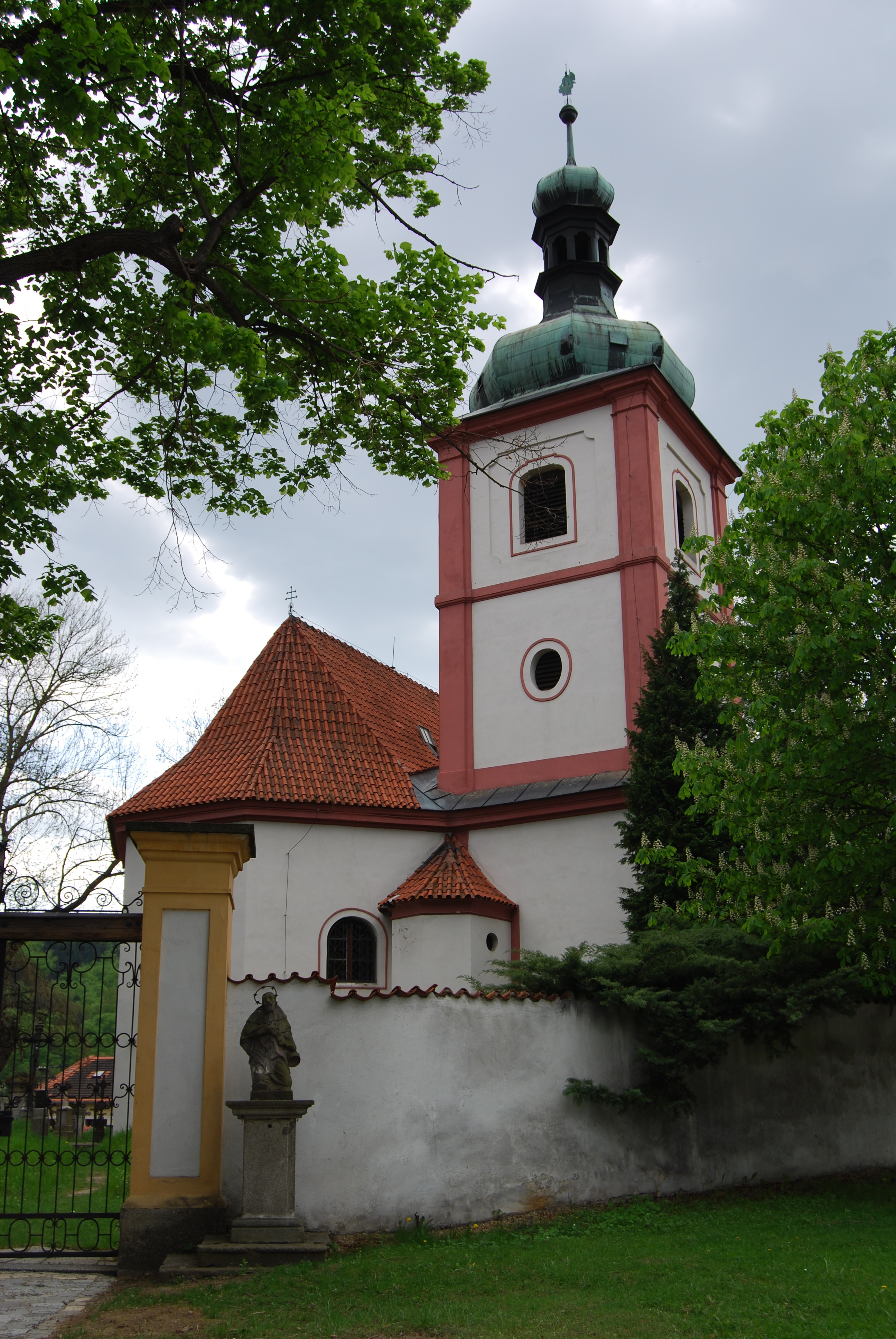
Église Saint-Venceslas.

## Histoire
Les racines de la ville plongent dans la préhistoire et des fouilles récentes témoignent également de la présence des Celtes.
Le nom de la ville (písek veut dire « sable » en tchèque) provient des sables aurifères que chariait la rivière Otava. L'extraction de l'or a duré du XIIe au XVIe siècle.
La première mention historique date de 1243 quand Venceslas Ier fonde un château fort non loin (témoignant de l'importance stratégique de la ville aux yeux des souverains de Bohême). Le pont de pierre date de la deuxième moitié du même siècle. Le fils de Venceslas Ier, Ottokar II de Bohême, contribue aussi à l'édification de murailles pour la ville, où il crée un atelier de frappe de monnaie.
Jusqu'en 1918, la ville de Pisek - Písek fait partie de l'empire d'Autriche, puis d'Autriche-Hongrie (Cisleithanie après le compromis de 1867), chef-lieu du district de même nom, l'un des 94 Bezirkshauptmannschaften en Bohême.

## Population
Recensements (*) ou estimations de la population :
| 1870*  | 1881*  | 1891*  | 1901*  | 1911*  | 1921*  |
| ------ | ------ | ------ | ------ | ------ | ------ |
| 10 565 | 12 156 | 12 550 | 15 313 | 17 273 | 18 094 |

| 1930*  | 1950*  | 1961*  | 1970*  | 1980*  | 1991*  |
| ------ | ------ | ------ | ------ | ------ | ------ |
| 18 658 | 20 560 | 21 228 | 23 713 | 28 104 | 29 550 |

| 2001*  | 2011*  | 2015   | 2016   | 2017   | 2018   |
| ------ | ------ | ------ | ------ | ------ | ------ |
| 29 796 | 29 706 | 29 824 | 29 838 | 29 966 | 30 119 |

| 2019   | 2020   | 2021   | 2022   | 2023   | 2024   |
| ------ | ------ | ------ | ------ | ------ | ------ |
| 30 351 | 30 415 | 30 379 | 29 814 | 30 742 | 30 986 |

## Personnalités
- Mikoláš Aleš (1852-1913), peintre ;
- Jan Mukařovský (1891-1975), linguiste et théoricien littéraire ;
- Věra Štiborová (1926-2018), écrivaine, y est née ;
- George Mraz (1944-2021), contrebassiste de jazz et saxophoniste ;
- Vladimír Caldr (né en 1958), joueur de hockey sur glace ;
- Kateřina Neumannová (née en 1973), championne olympique de ski de fond ;
- Tomáš Verner (né en 1986), champion d'Europe de patinage artistique.

## Transports
Par la route, Písek se trouve à 22 km de Strakonice, à 52 km de České Budějovice et à 106 km de Prague.

## Jumelage
- Caerphilly (Pays de Galles)
- Deggendorf (Allemagne)
- Lemvig (Danemark)
- Smiltene (Lettonie)
- Veľký Krtíš (Slovaquie)
- Wetzlar (Allemagne)